# カキバチシャノキ属
カキバチシャノキ属 あるいはイヌジシャ属（学名: Cordia）とは、ムラサキ科の属の1つである。世界の熱帯・亜熱帯に広く見られる大きなグループであり、The Plant List (2013) では405種と2亜種2変種、Hassler (2018) では亜種や変種を除いて223種が認められている（参照: #種）。
学名はドイツの植物学者で薬剤師でもあるヴァレリウス・コルドゥス（Valerius Cordus）への献名としてリンネが命名したものである。リンネが1753年の『植物の種』（ラテン語: Species Plantarum）において本属の種として掲載したのは Cordia myxa (en) 、C. sebestena（和名: アカバナチシャノキ）、C. glabra の3つであるが、このうち C. glabra は後に同じムラサキ科の別属に Bourreria succulenta Jacq. (sv)  として配置され直された（参照: #タイプ種）。
材木や食材、薬、街路樹としての有用性が知られている種がいくつか存在する（参照: #利用）。

## 特徴
ムラサキ科の他属と比較した際のカキバチシャノキ属の特徴としては、花柱が2度2裂して柱頭が4つとなる点が挙げられる。高木もしくは低木であるが、つる性のものもある。以下は部位ごとの解説となる。
葉は互生あるいは少数派ではあるが非常にありふれた種において見られるようにほぼ対生となる場合があり、単葉で有柄、しばしば大きく、葉縁は全縁から円鋸歯-鋸歯である。托葉はない。
花は多くの場合白、黄、あるいは橙色で 紅色のものも存在し、ツツジ（ツツジ科）を思わせる。両性花か雑性花あるいは単性花（雌雄異花）で、ほぼ無柄か小花柄があり、頂生か腋生で2叉の散房花序か円錐花序もしくは集散花序でほぼ球状の房となり、枝にサソリ形花序（巻散花序）となるが苞はない。雄花は4-8本の雄蕊（雄しべ）を持ち、花糸はしばしば基部で毛に覆われており、子房は未発達で花柱はない。雌蕊（雌しべ）には不稔葯があるか、あるいは雄花に類似している。萼は筒形もしくは鐘形で、平滑あるいは模様のあるうねがあり、2-5（あるいはそれよりも多い数）裂し、花期を過ぎても散らずに生長する。花冠は漏斗状もしくは盆状で、基本的には5裂であるが3-8裂のものやジリコテ（C. dodecandra）のように12裂以上するものも存在し、花冠筒部は短い場合もあれば長い場合もあり、円筒状か広がった形をしている。花冠裂片は直立し、広がるか反り返るかしており、花芽に 瓦重ね状または片巻き状に重なる。雄蕊は突き出ている場合もあれば花冠の外に突き出ていない場合もあり、花糸は無毛か基部で軟毛に覆われている。子房は4室で、各室には直立した胚珠が1つずつ存在する。花柱は頂生で2度2裂し、先述の通りこれがムラサキ科におけるカキバチシャノキ属の特異な点であるのだが変則的に2度3裂するものも存在し、4枝の最後の柱頭部分は線形からほぼ葉状か1本の頭状あるいは盾形の柱頭を持つが、まれに4本に分かれた花柱である場合もある。
果実は卵形か球状あるいは楕円で、杯状の萼に包まれており、内果皮は骨質で最大4室であるが、その中で結実能力を持つのは1-2室のみである。
種子には内胚乳が存在しない。繁殖方法は主に実生である。

## 分類

### 種

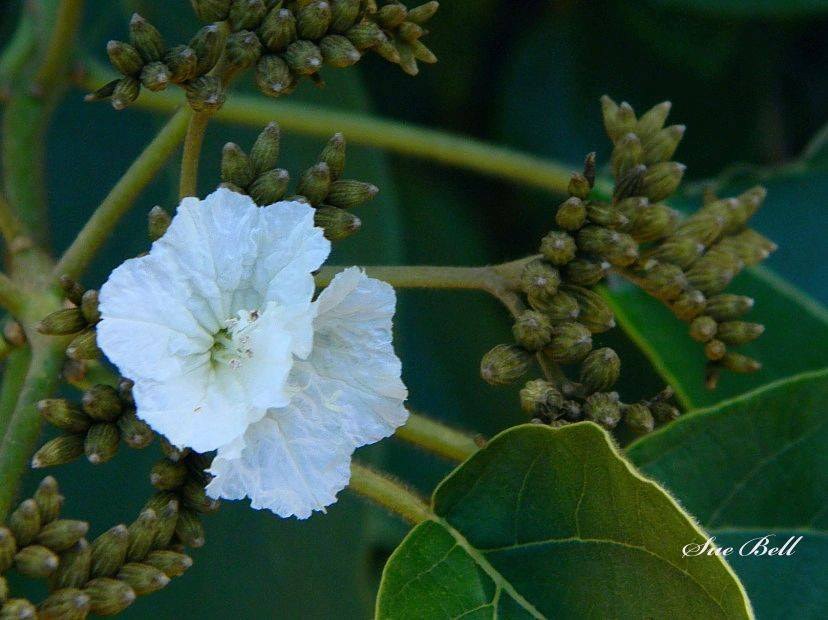
Cordia africana（ムクマリ）

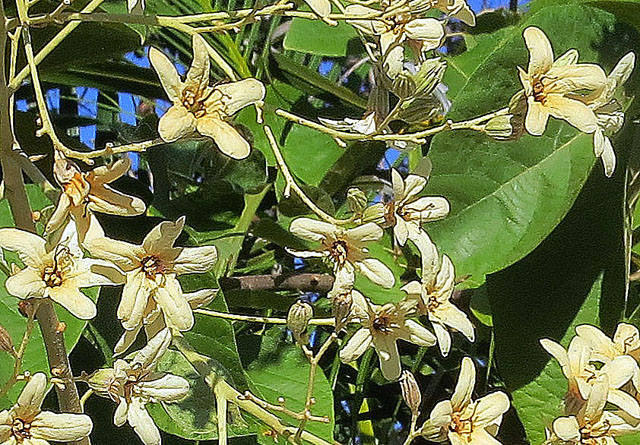
C. alliodora（カナレッテ）

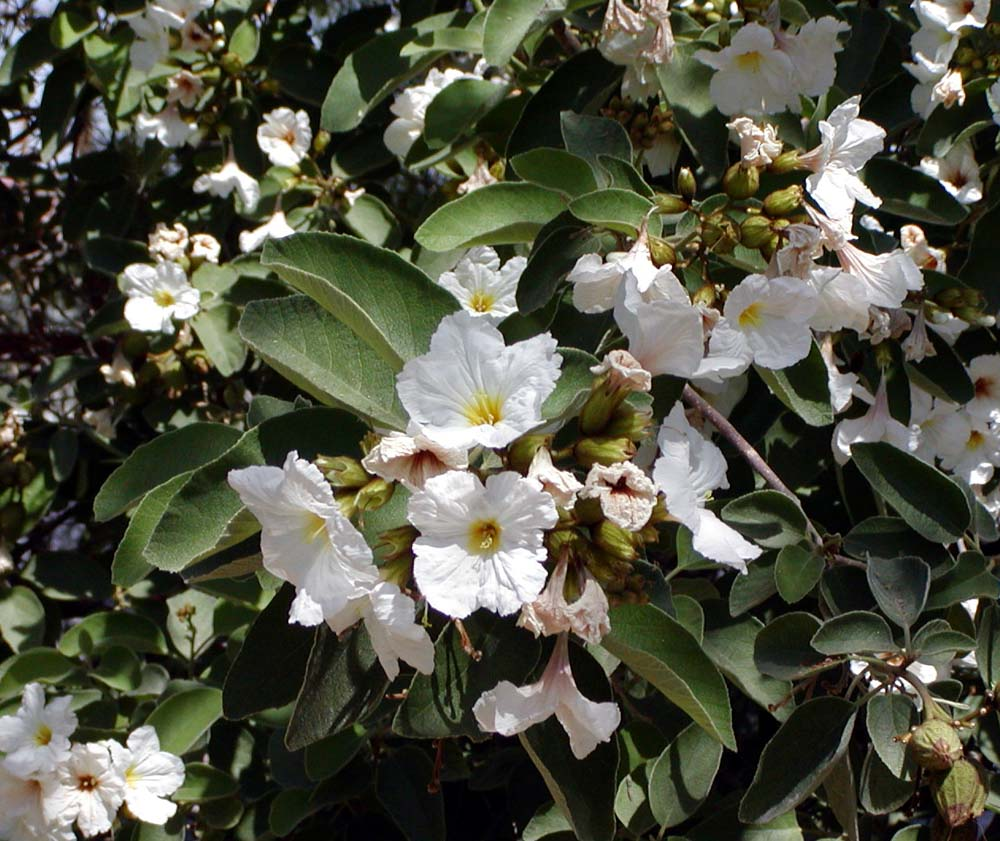
C. boissieri

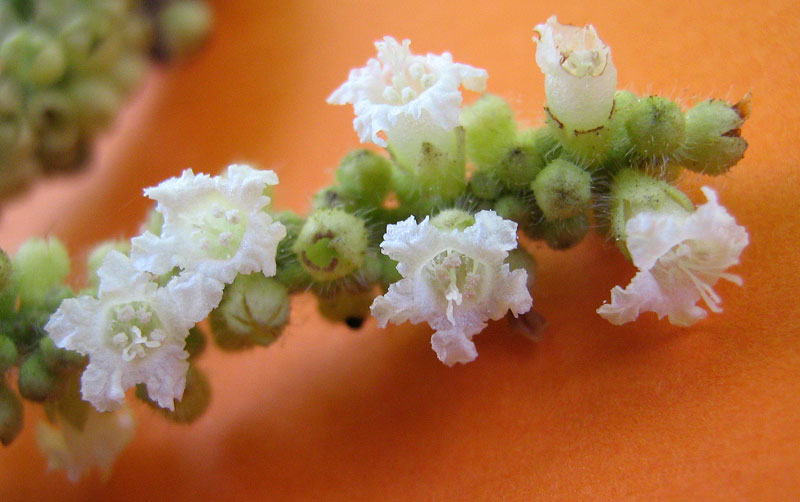
C. curassavica (syn. Varronia curassavica)

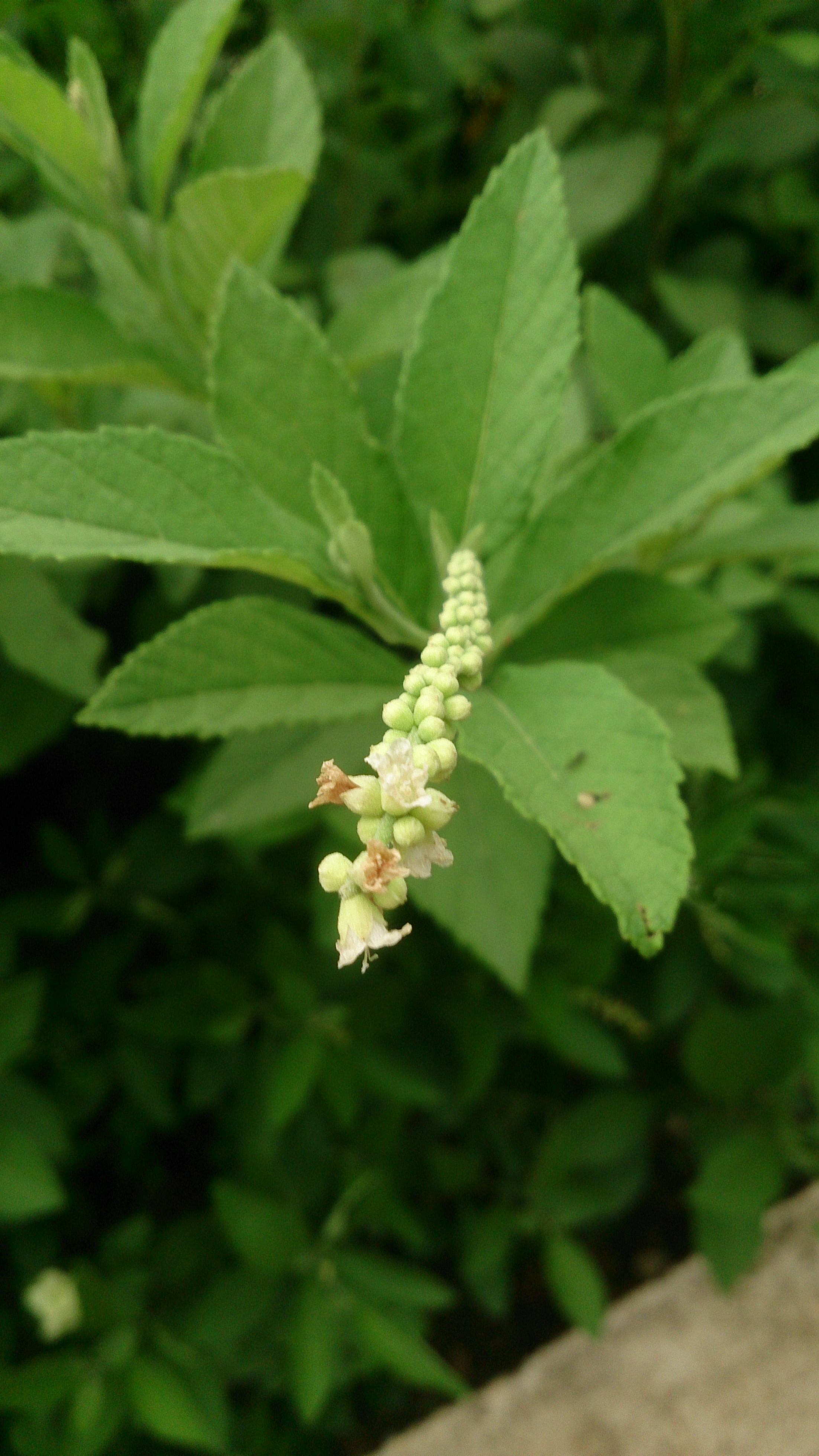
C. cylindrostachya（syn. Varronia cylindrostachya）

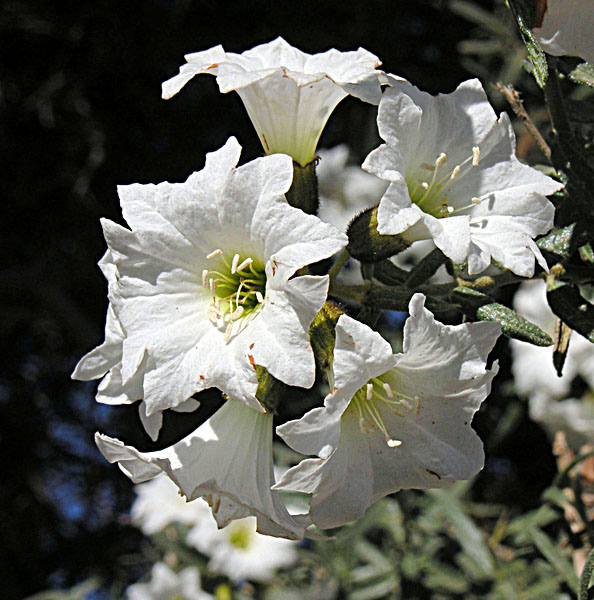
C. decandra（コルディア・デカンドラ）

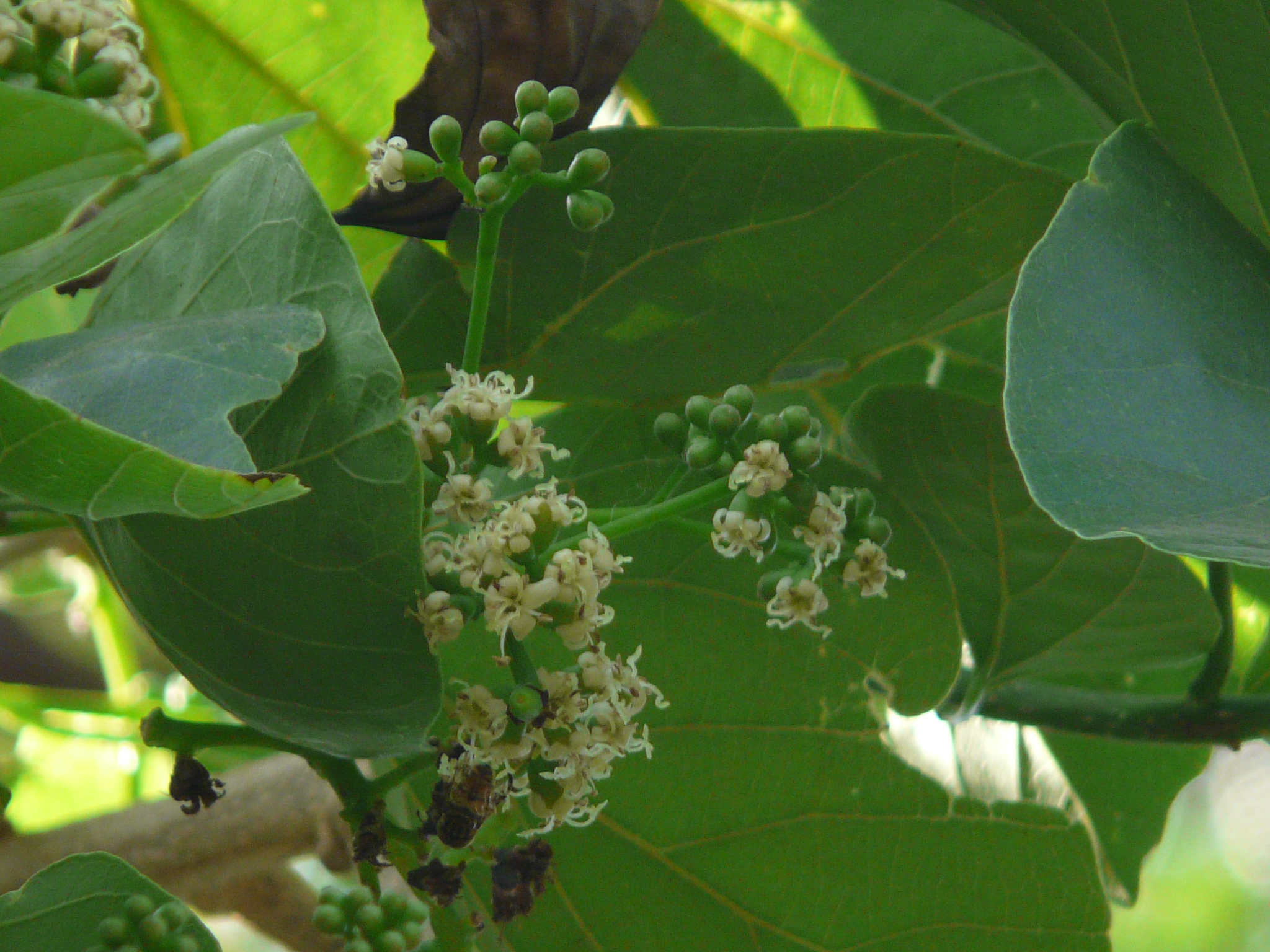
C. dichotoma（標準和名: カキバチシャノキ）もしくは別種の C. myxa

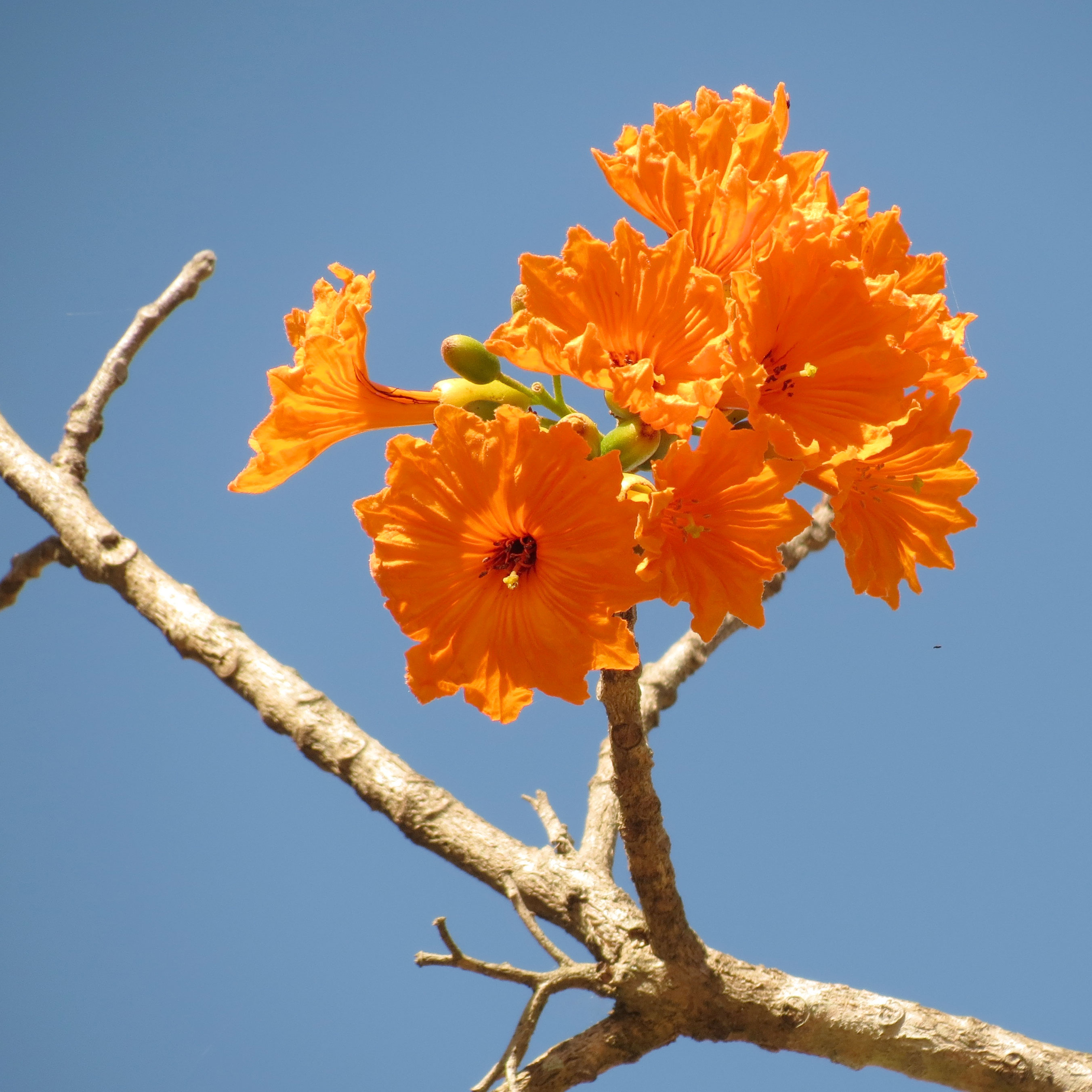
C. dodecandra（商業名: ジリコテ）

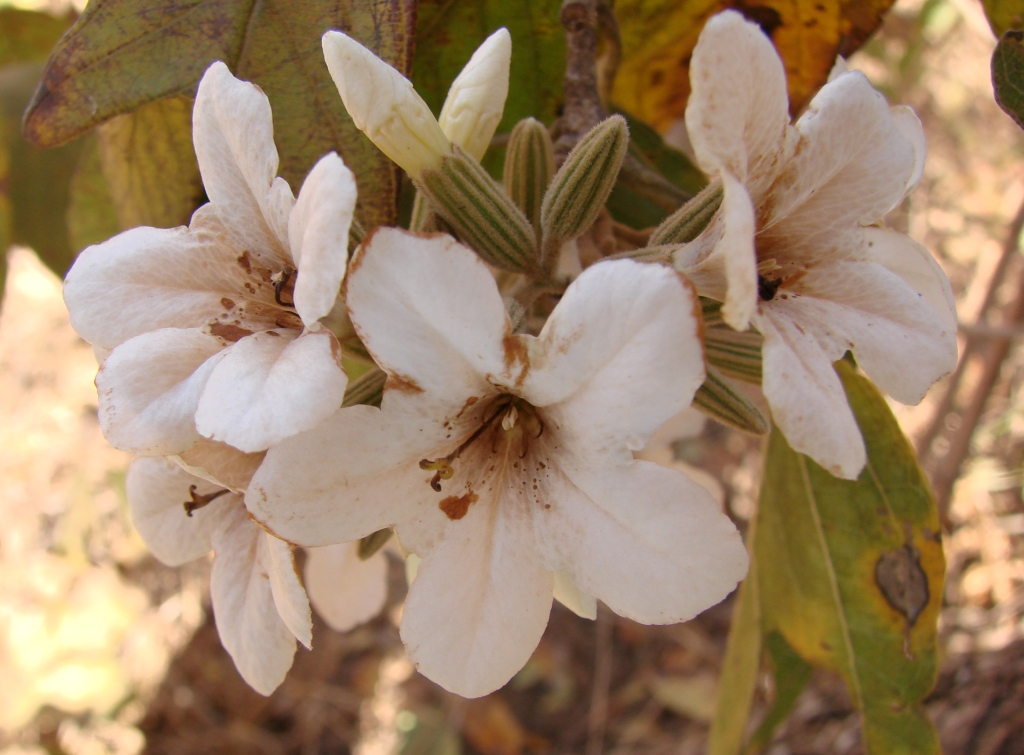
C. glabrata

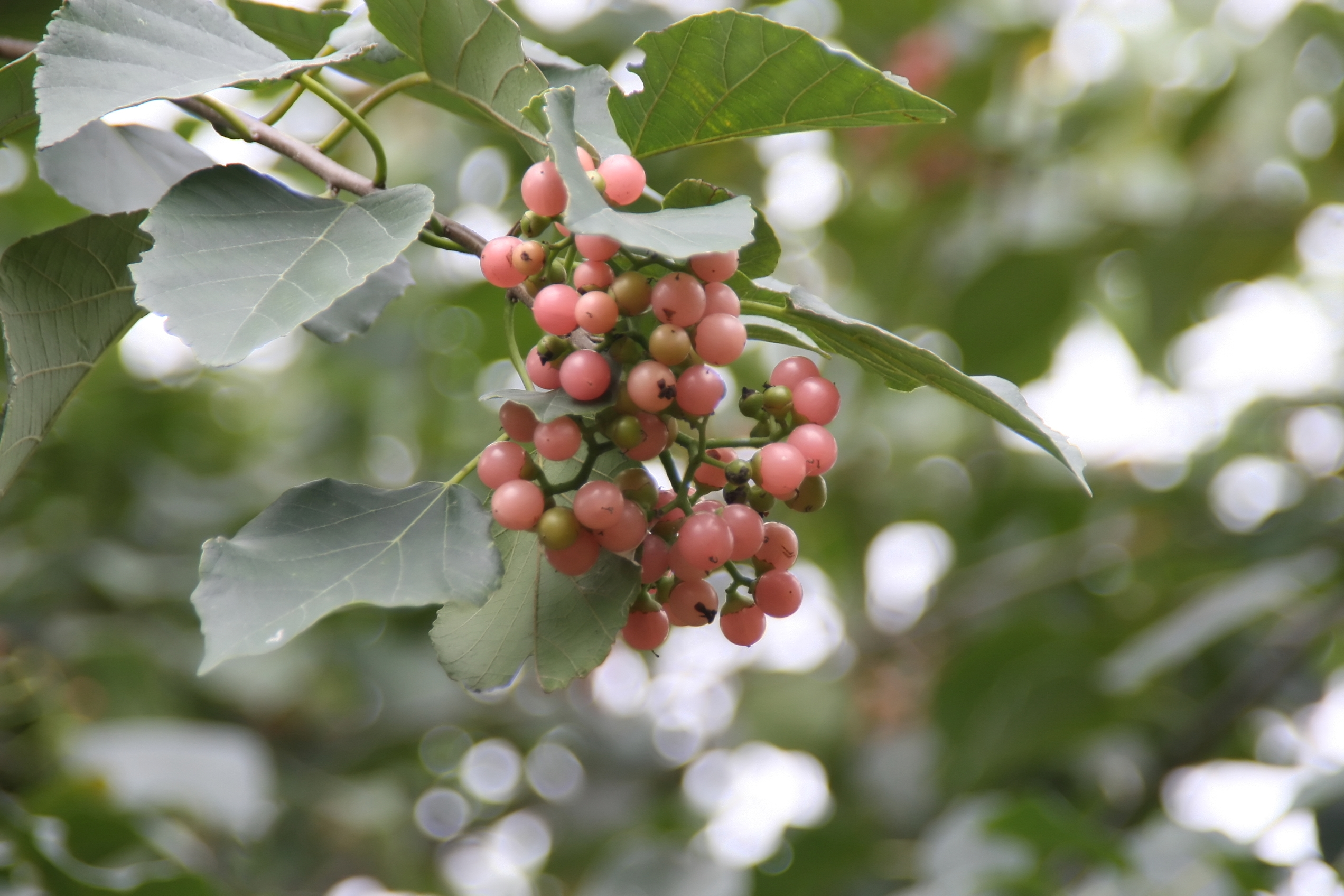
C. goeldiana（フレイジョ）

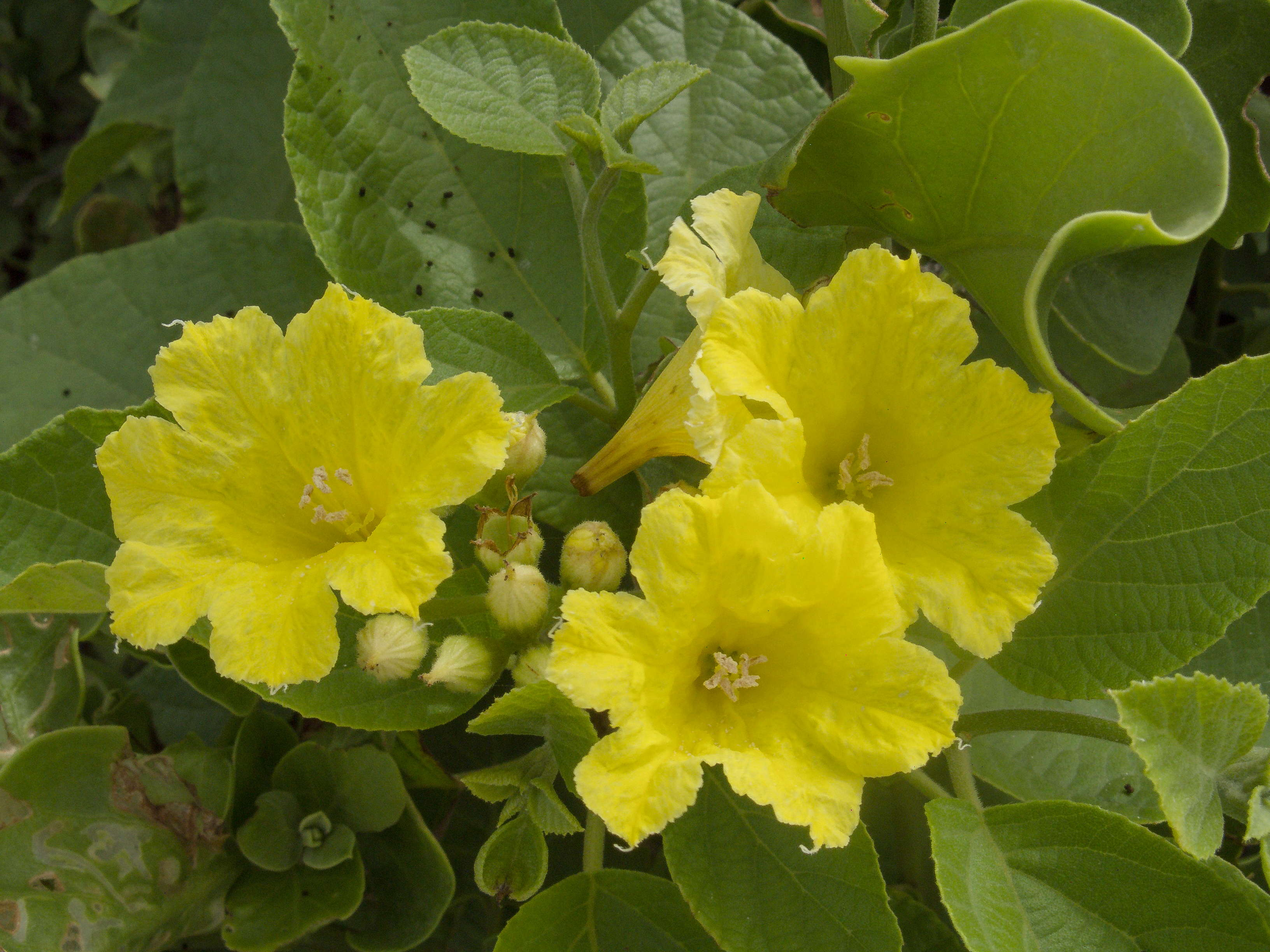
C. lutea

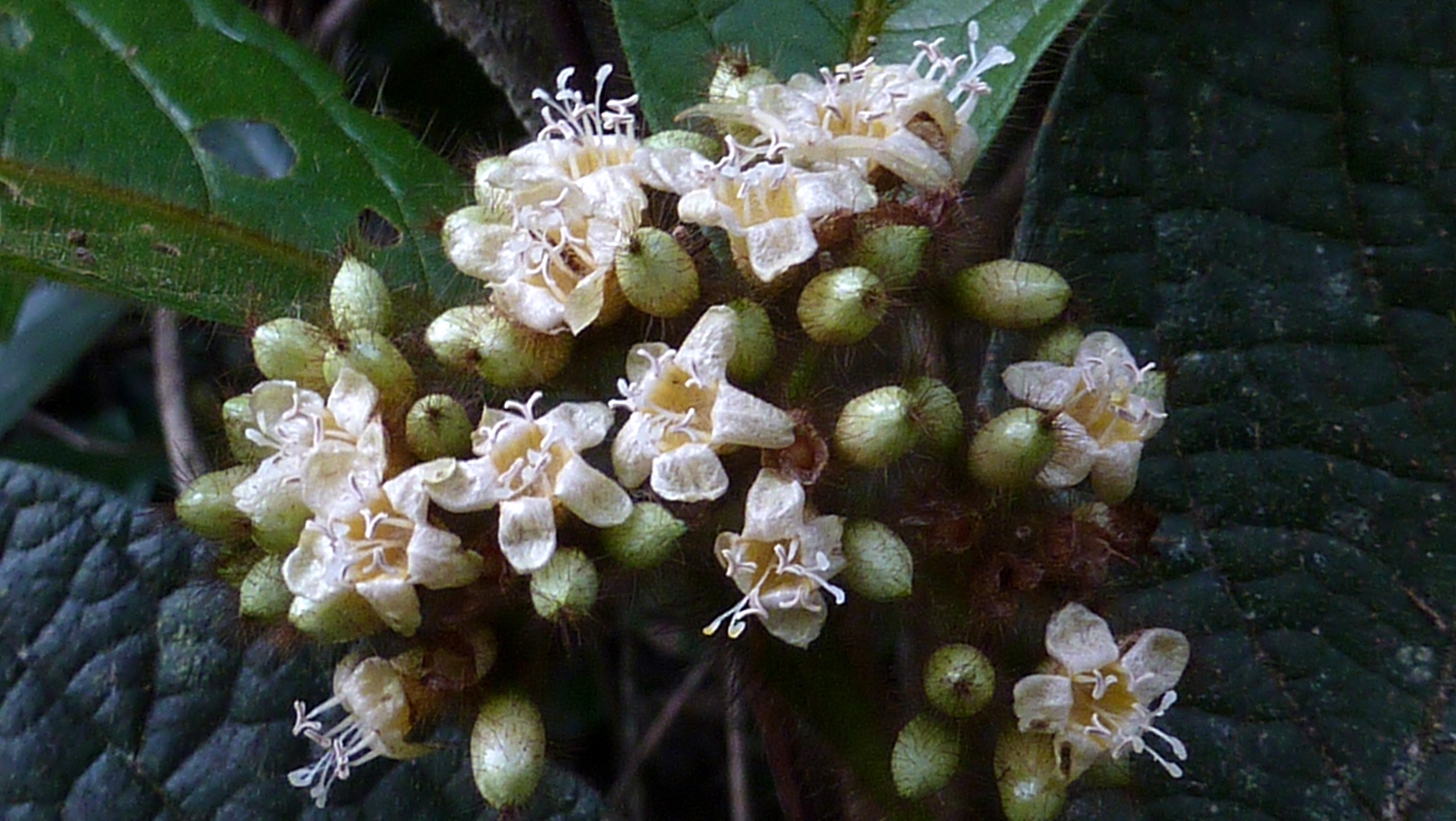
C. nodosa

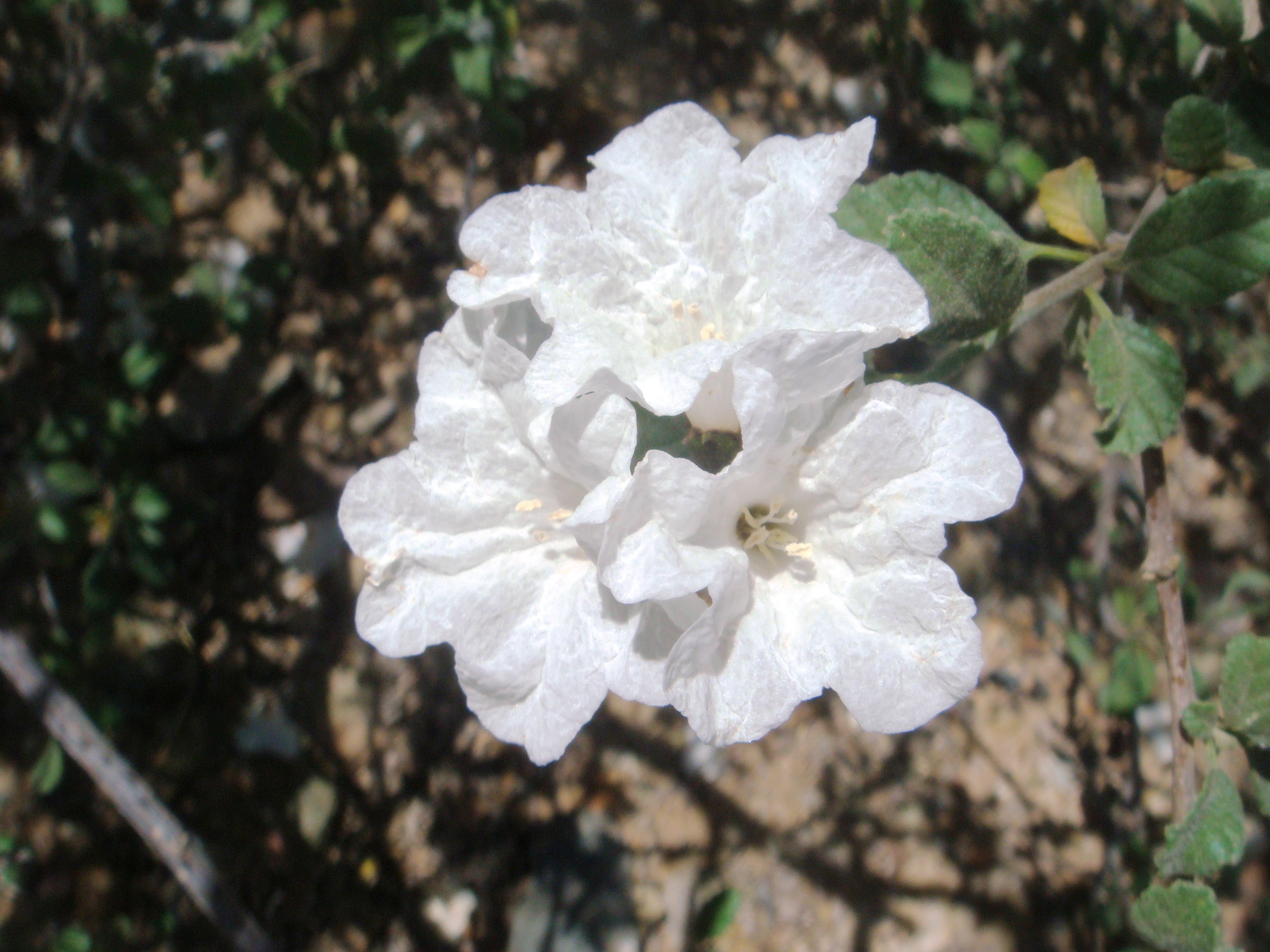
C. parvifolia

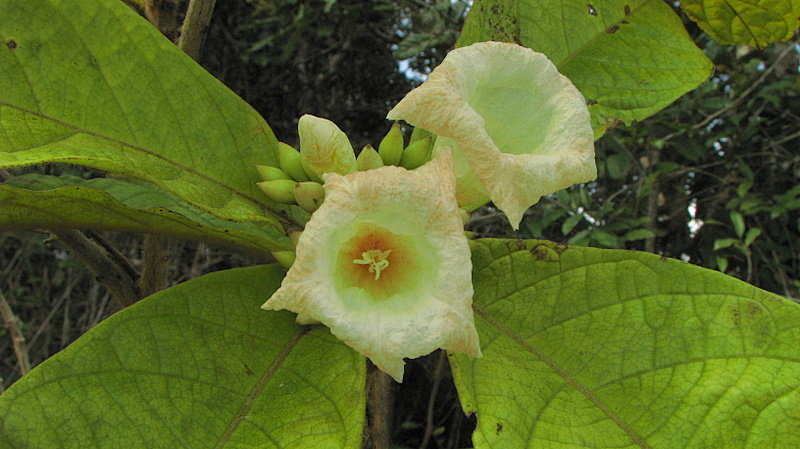
C. pilosa

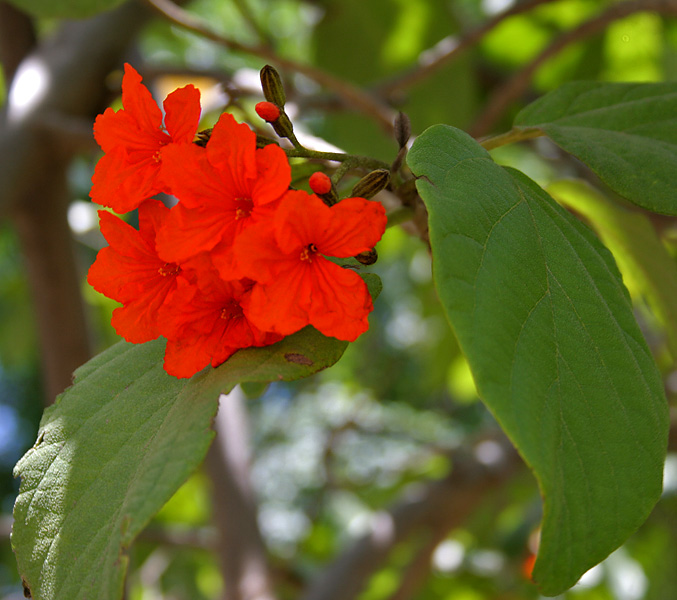
C. sebestena（和名: アカバナチシャノキ）

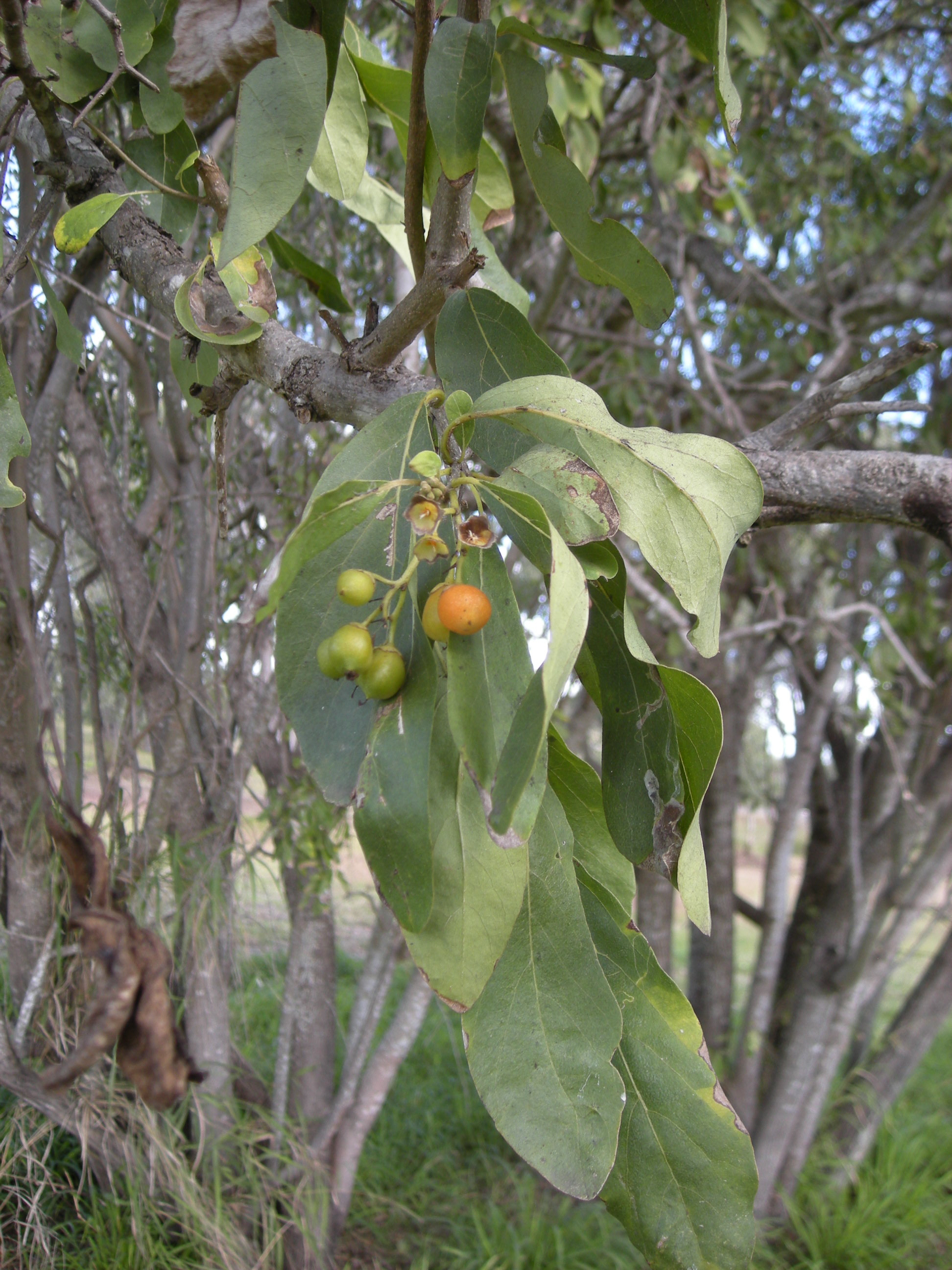
C. sinensis（グンドニ）

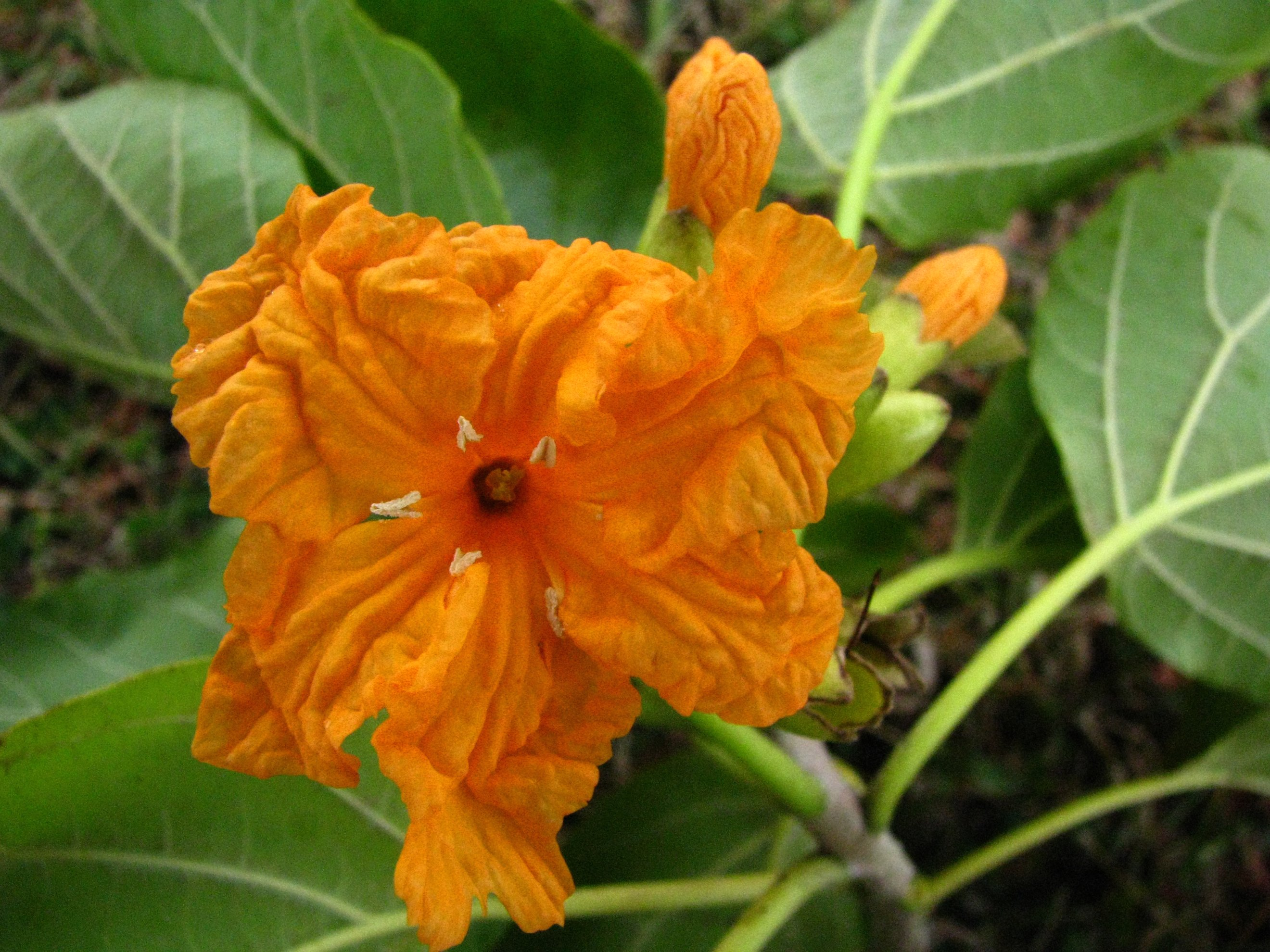
C. subcordata（標準和名: キバナイヌチシャ）

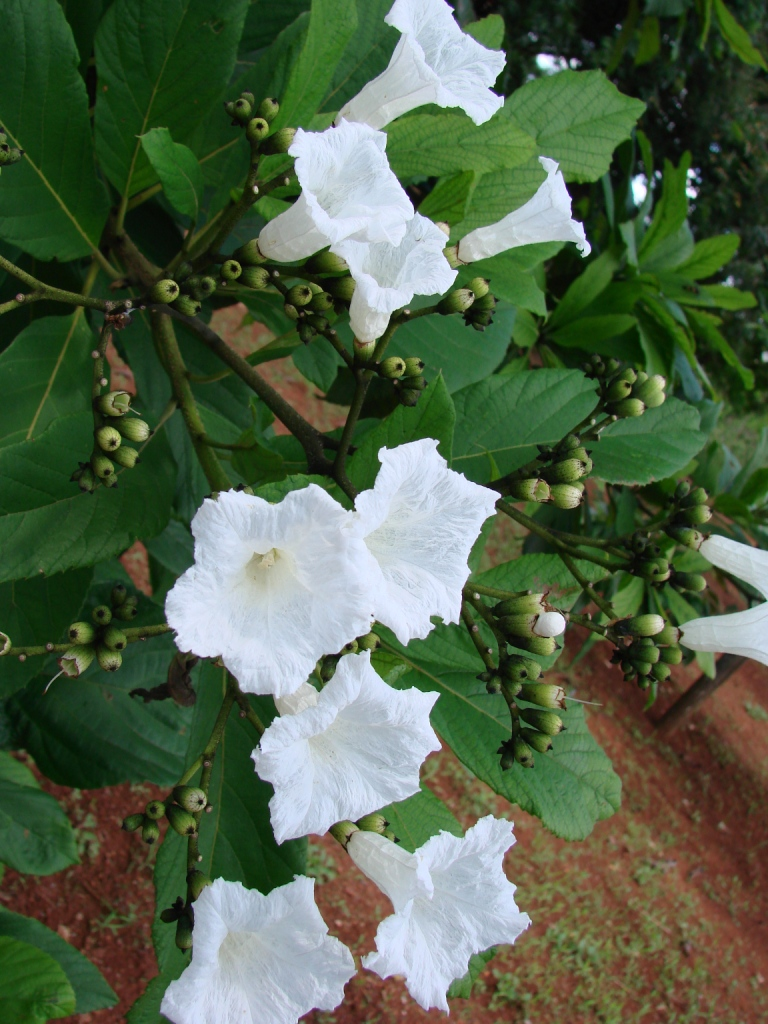
C. superba（コルディア・スペルバ）

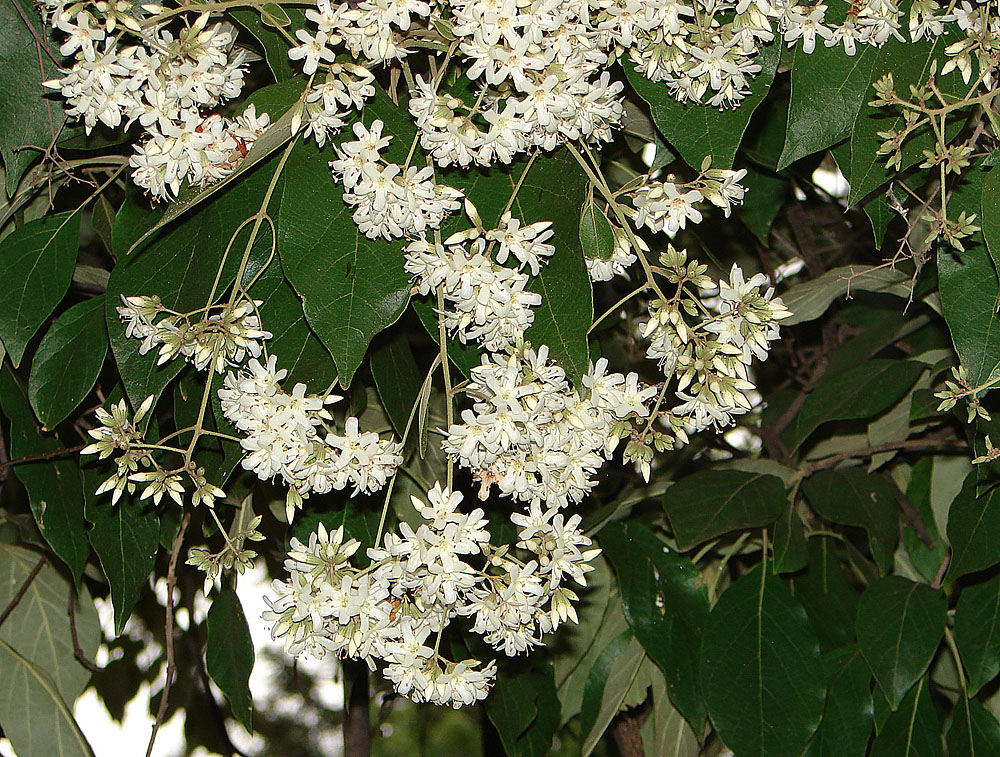
C. trichotoma（ペテレビイ）

The Plant List (2013) で認められている405種と2亜種2変種は以下の通りである。括弧でくくられているものは、Hassler (2018) では独立した種とは見做されていないものである。また、正名とシノニムについても異なる扱いとされている場合があり、たとえばいくつかの種は同じムラサキ科のVarronia属やBourreria属 (en) 、場合によっては全く異なる科に置かれたものが正名とされていることがある。そうした場合の個々の詳細については注釈を参照。なお、Varronia属はカキバチシャノキ属から独立した存在とは認められない傾向があったが、分子、形態学、花粉学的データからこれをカキバチシャノキ属とは異なる独立の属として認めることが妥当であると結論付けた論文が存在する（Miller & Gottschling (2007)）。
- Cordia aberrans I.M.Johnst. (sv)
- （C. acunae (Moldenke) Alain）[注 1]
- （C. acuta Pittier）[注 2]
- C. acutifolia Fresen. (sv)
- C. affinis Fresen. (sv)
- C. afra Sond. (af) [注 3]
- C. africana Lam.（シノニム: C. abyssinica R. Br. や C. holstii Gürke ex Engl. など[注 4]）- ムクマリ[15]。「アフリカンコーディア」の1つ（参照: #木材）。
- C. alba (Jacq.) Roem. & Schult. (es) [注 5]
- C. allartii Killip (sv)
- C. alliodora (Ruiz &. Pav.) Oken - カナレッテ[15]
- （C. ambigua Schltdl. & Cham.）[注 6]
- C. americana (L.) Gottschling &. J.S.Mill. (sv)
- C. anabaptista Cham. (sv)
- （C. andersonii Gürke (vi) ）[注 7]
- （C. andreana Estrada）[注 8]
- （C. anisodonta Urb.）[注 9]
- C. anisophylla J. S. Mill. (sv)
- （C. appendiculata Greenm.）[注 10]
- （C. araripensis Rizzini）[注 11]
- （C. areolata Urb.）[注 12]
- C. aristeguietae G.Agostini (sv)
- C. aspera G.Forst. (sv)
- C. aurantiaca Baker[16] (sv) [注 13]
- （C. axillaris I.M.Johnst.）[注 14]
- （C. badeava Urb. & Ekman）[注 15]
- （C. bahamensis (Millsp.) Urb. (vi) ）[注 16]
- C. balanocarpa Brenan (sv)
- C. bantamensis Blume (sv) [注 17]
- （C. baracoensis Urb.）[注 18]
- （C. barahonensis Urb.）[注 19]
- （C. barbata Estrada）[注 20]
- （C. bellonis Urb. (vi) ）[注 21]
- （C. bequaertii De Wild.）[注 22]
- C. bicolor A.DC. (sv) [注 11]
- （C. bifurcata Roem. & Schult.）[注 23]
- （C. blancoi S.Vidal）[注 24]
- C. bogotensis Benth. (sv)
- C. boissieri A.DC. (en)
- （C. bombardensis Urb. & Ekman）[注 25]
- （C. bonplandii Roem. & Schult.）[注 26]
- （C. bordasii Schinini）[注 27]
- C. borinquensis Urb. (sv)
- （C. braceliniae I.M.Johnst.）[注 28]
- （C. brachytricha Fresen.）[注 29]
- C. brasiliensis (I.M.Johnst.) Gottschling & J.S.Mill. (sv)
- （C. bridgesii (Friesen) I.M.Johnst.）[注 30]
- （C. brittonii (Millsp.) J.F.Macbr.）[注 31]
- （C. brownei (Friesen) I.M.Johnst.）[注 32]
- C. brunnea Kurz (sv)
- （C. buddleoides Rusby）[注 33]
- （C. bullata (L.) Roem. & Schult.）[注 34]
  - （C. bullata var. globosa (Jacq.) Govaerts (fr) ）[注 35]
- （C. bullulata Killip ex Estrada & García-Barr.）[注 36]
- （C. buxifolia Juss. ex Poir.）[注 29]
- C. cabanayensis Gaviria (sv)
- （C. calcicola Urb.）[注 37]
- （C. calocephala Cham.）[注 38]
- （C. calocoma Miq.）[注 17]
- （C. campestris Warm.）[注 39]
- （C. candidula (Miers[17]) I.M.Johnst.）[注 29]
- （C. caput-medusae Taub.）[注 40]
- C. cardenasiana J.S.Mill. (es)
- （C. chabrensis Urb. & Ekman）[注 41]
- C. chaetodonta Melch. (sv)
- （C. chamissoniana G.Don）[注 24]
- C. cicatricosa L.O.Williams (sv)
- （C. cinerascens A.DC.）[注 42][注 43]
- （C. clarendonensis (Britton) Stearn (vi) ）[注 44]
- C. clarkei Brace ex Prain (sv)
- （C. claviceps Urb. & Ekman）[注 45]
- C. cochinchinensis Gagnep. (th)
- C. colimensis I.M.Johnst. (sv)
- C. collococca L. (es) [注 46]
- C. colombiana Killip (sv)
- （C. coloradiphila Gilli）[注 47]
- （C. copulata Poir.）[注 29]
- （C. corallicola Urb.）[注 48]
- （C. corchorifolia A.DC.）[注 49]
- C. cordiformis I.M.Johnst. (sv)
- （C. coriacea Killip）[注 50]
- C. correae J.S.Mill. (sv)
- （C. crassifolia Killip）[注 29]
- （C. cremersii Feuillet）[注 51]
- C. crenata Delile (es) 
  - C. crenata subsp. meridionalis Warfa
- （C. crenatifolia Rizzini）[注 29]
- C. crispiflora A.DC. (sv) [注 42]
- C. croatii J.S.Mill. (es)
- C. curassavica (Jacq.) Roem. & Schult. (en) [注 2]
- C. curbeloi Alain (sv)
- （C. cylindrostachya (Ruiz & Pav.) Roem. & Schult.）[注 52]
- C. cymosa (Donn.Sm.) Standl. (sv)
- （C. dardanoi Taroda）[注 53]
- C. decandra Hook. & Arn. - コルディア・デカンドラ（スウェーデン語版）[11]
- C. decipiens I.M.Johnst. (sv)
- （C. dependens Urb. & Ekman）[注 54]
- C. dewevrei De Wild. & T.Durand (sv)
- C. dichotoma G.Forst. - 標準和名: カキバチシャノキ（英語版）[18]（別名: イヌジシャ[2]、スズメイヌジシャ[19]）
- C. diffusa K.C.Jacob (sv)
- （C. dillenii Spreng.）[注 29]
- （C. discolor Cham.）[注 55]
- C. diversifolia Pav. ex A.DC. (sv) [注 42]
- C. dodecandra A.DC.[注 42][注 56][注 57] - 商業名: ジリコテ（#木材も参照）
- （C. dodecandria Sessé & Moc.）[注 29]
- （C. domestica Roth）[注 24]
- C. domingensis Lam. (sv)
- （C. duartei Borhidi & O.Muñiz）[注 58]
- （C. dubiosa Blume）[注 29]
- C. dumosa Alain (sv)
- （C. dusenii Gürke）[注 13]
- C. dwyeri Nowicke (sv)
- C. ecalyculata Vell. - 通称: チャデブグレ（スペイン語版）
- （C. eggersii K.Krause）[注 59]
- C. elaeagnoides A.DC. (sv) [注 42] -「ボコテ」の1つ（参照: #木材）。
- C. ellenbeckii Gürke ex Vaupel (sv)
- C. elliptica Sw. (sv)
- C. ensifolia Urb. (sv)
- C. eriostigma Pittier (sv)
- （C. erythrococca Griseb.）[注 60]
- C. exaltata Lam. (sv)
- （C. exarata Urb.）[注 61]
- （C. expansa Lingelsh.）[注 62]
- C. fallax I.M.Johnst. (sv)
- C. fanchoniae Feuillet (sv)
- （C. fasciata Leonard & Alain）[注 63]
- （C. fasciculata Urb. & Ekman）[注 64]
- C. faulknerae Verdc. (sv)
- C. fischeri Gürke (sv)
- C. fissistyla Vollesen (sv)
- C. fitchii Urb. (sv)
- （C. flava (Andersson) Gürke）[注 65]
- （C. foliosa M.Martens & Galeotti）[注 66]
- C. fragrantissima Kurz - 和名: オシロイイヌジシャ（スウェーデン語版）[20][21]
- C. fuertesii Estrada (sv)
- C. fulva I.M.Johnst. (sv)
- C. furcans I.M.Johnst. (zh)
- （C. galapagensis Gürke）[注 67]
- C. galeottiana A.Rich. (sv)
- C. gardneri I.M.Johnst. (sv)
- C. gentryi J.S.Mill. (sv)
- C. gerascanthus L. (sv) [注 68]
- （C. gibberosa Urb. & Ekman）[注 69]
- C. gilletii De Wild. (sv)
- C. glabrata (Mart.) A.DC. (pt) [注 70]
- （C. glandulosa Fresen.）[注 71]
- C. glazioviana (Taub.) Gottschling & J.S.Mill. (sv)
- C. globifera W.W.Sm. (sv)
- C. globulifera I.M.Johnst. (sv) [注 72]
- C. goeldiana Huber - フレイジョ（ポルトガル語版）[15]
- C. goetzei Gürke (sv)
- C. gracilipes I.M.Johnst. (sv)
- C. grandicalyx Oberm. (sv)
- （C. grandiflora (Desv.) Kunth）[注 73]
- C. grandis Roxb. (vi)
- （C. greggii Torr.）[注 74]
- （C. grisebachii Urb.）[注 75]
- C. guacharaca Gaviria (sv)
- （C. guanacastensis Standl.）[注 76]
- （C. guaranitica Chodat & Hassl.）[注 77]
- C. guerkeana Loes.[注 78]
- C. guineensis Thonn. (sv) [注 22]
- （C. haitiensis Urb.）[注 79]
- （C. harara Beck）[注 4]
- （C. harleyi Taroda）[注 80]
- C. harrisii Urb. (sv)
- C. hartwissiana Regel[注 81]
- C. hatschbachii J.S.Mill. (sv)
- （C. heccaidecandra Loes.）[注 57]
- （C. heterophylla Roem. & Schult.）→ C. toqueve Aubl.[注 82]
- （C. holguinensis Borhidi & O.Muñiz）[注 83]
- （C. hookeriana Gürke）[注 84]
- （C. iberica Urb. (vi) ）[注 85]
- C. ignea Urb. & Ekman (sv)
- C. iguaguana Melch. ex I.M.Johnst. (sv)
- C. igualensis Bartlett (sv)
- （C. inermis (Mill.) I.M.Johnst. (vi) ）[注 86]
- C. insignis Cham. (sv) [注 87]
- （C. integrifolia (Desv.) Roem. & Schult.）[注 88]
- C. intermedia Fresen. (sv)
- （C. intonsa I.M.Johnst.）[注 89]
- （C. intricata C.Wright）[注 90]
- （C. jamaicensis I.M.Johnst.）[注 91]
- （C. jeremiensis Urb. & Ekman）[注 92]
- C. kingstoniana J.S.Mill. (sv)
- C. koemariae J.S.Mill. (sv)
- C. krauseana Killip[注 93]
- C. laevifrons I.M.Johnst. (sv)
- C. laevigata Lam. (sv)
- C. laevior I.M.Johnst. (sv)
- （C. lamprophylla Urb.）[注 94]
- （C. lanceolata (Desv.) Kunth）[注 95]
- （C. lantanoides Spreng.）[注 96]
- C. lasiocalyx Pittier (sv)
- C. lasseri G.Agostini ex Gaviria (sv)
- C. latiloba I.M.Johnst. (sv)
- （C. lauta I.M.Johnst.）[注 97]
- （C. lenis Alain）[注 98]
- C. leonis (Britton & P.Wilson) Ekman (sv)
- （C. leptoclada Urb. & Britton）[注 99]
- C. leslieae J.S.Mill. (sv)
- （C. leucocalyx Fresen.）[注 100]
- （C. leucocephala Moric.）[注 100]
- （C. leucocoma Miq.）[注 101]
- （C. leucomalla Taub.）[注 102]
- （C. leucomalloides Taroda）[注 103]
- （C. leucophlyctis Hook.f. (en) ）[注 104]
- C. leucosebestera Griseb.[注 105]
- C. liesneri J.S.Mill. (sv)
- （C. lima (Desv.) Roem. & Schult.）[注 106]
- （C. limicola Brandegee）[注 107]
- （C. linearicalycina Killip ex Estrada）[注 52]
- （C. lippioides I.M.Johnst.）[注 108]
- （C. llanense Killip ex Estrada）[注 52]
- C. lomatoloba I.M.Johnst. (sv)
- （C. longiflora Colla）[注 29]
- （C. longifolia A.DC.）[注 109]
- （C. longipedunculata (Britton & P.Wilson) Urb.）[注 110]
- C. longipetiolata Warfa (sv)
- （C. longituba Chodat & Vischer）[注 70]
- C. lowryana J.S.Mill. (sv)
- （C. lucayana (Millsp.) J.F.Macbr.）[注 111]
- C. lucidula I.M.Johnst. (sv)
- C. lutea Lam. (en)
- C. macleodii Hook.f. & Thomson[24] (sv)
- C. macrantha Chodat (sv)
- （C. macrocephala (Desv.) Kunth）[注 112]
- （C. macrodonta Killip）[注 113]
- C. macrophylla L. (sv)
- （C. macuirensis Dugand & I.M.Johnst.）[注 2]
- C. macvaughii J.S.Mill. (sv)
- C. magnoliifolia Cham. (sv)
- C. mairei Humbert (sv)
- C. mandimbana E.S.Martins (sv)
- （C. marioniae Feuillet）[注 114]
- （C. martinicensis (Jacq.) Roem. & Schult.）[注 115]
- （C. mayoi Taroda）[注 116]
- C. megalantha S.F.Blake (es)
- C. membranacea A.DC. (sv)
- C. meridensis Gaviria (sv)
- C. mexiana I.M.Johnst. (sv)
- C. mhaya Kerr (sv)
- （C. micayensis Killip）[注 29]
- C. micronesica Kaneh. & Hatus. (sv)
- （C. microsebestena Loes.）[注 117]
- C. millenii Baker (sv)  -「アフリカンコーディア」の1つ（参照: #木材）。
- （C. mirabiliflora A.DC.）[注 118]
- （C. mirabiloides (Jacq.) Roem. & Schult.）[注 118]
- （C. moaensis (Moldenke) Alain）[注 119]
- （C. mollissima Killip）[注 120]
- （C. moluccana Roxb.）[注 121]
- （C. molundensis Mildbr.）[注 29]
- C. monoica Roxb. (en) [注 22][注 122]
  - C. monoica subsp. subpubescens (Decne.) Riedl[注 101]
- C. morelosana Standl. (sv)
- C. mukuensis Taton (sv)
- （C. multicapitata Britton ex Rusby）[注 123]
- （C. multispicata Cham.）[注 124]
- （C. munda I.M.Johnst.）[注 125]
- C. myxa L. (en)
- C. naidophila I.M.Johnst. (sv)
- （C. nashii Urb. & Britton）[注 126]
- （C. nelsonii I.M.Johnst.）[注 72]
- （C. neowediana A.DC.）[注 127]
- C. nervosa Lam. (sv)
- （C. nesophila I.M.Johnst.）[注 128]
- （C. nettoana Taub.）[注 87]
- （C. nevillii Alston）[注 129]
- （C. nipensis Urb. & Ekman）[注 130]
- （C. nivea Fresen.）[注 29]
- C. nodosa Lam. (qu)
- （C. oaxacana A.DC.）[注 42][注 10]
- C. oblongifolia Thwaites (sv)
- C. obovata Balf.f. (sv)
- C. obtusa Balf.f. (sv)
- C. ochnacea A.DC. (sv) [注 42]
- C. octandra A.DC. (sv)
- （C. oligodonta Urb.）[注 131]
- （C. olitoria Blanco）[注 132]
- C. oliverii (Britton) Gottschling & J.S.Mill.[注 133]
- C. oncocalyx Allemão (sv)
- （C. ovalis R. Br.） (af) [注 122]
- C. panamensis L.Riley (sv) [注 134]
- C. panicularis Rudge (sv)
- C. parvifolia A.DC. (sv) [注 74]
- （C. paucidentata Fresen.）[注 135]
- （C. pedunculosa Griseb.）[注 136]
- C. perbella Mildbr. (sv)
- C. perrottetii Wight (sv)
- （C. perroyana Urb. & Ekman）[注 137]
- （C. peruviana Roem. & Schult.）[注 138]
- C. peteri Verdc. (sv)
- （C. picardae Urb.）[注 139]
- C. pilosa M.Stapf & Taroda (sv)
- C. pilosissima Baker (sv)
- （C. platyphylla Steud.）[注 24]
- （C. platystachya Killip ex Estrada）[注 47]
- C. platythyrsa Baker - オモ[15]。「アフリカンコーディア」の1つ（参照: #木材）。
- （C. podocephala Torr.）[注 140]
- （C. poliophylla Fresen.）[注 141]
- （C. polycephala (Lam.) I.M.Johnst. (en) ）[注 142]
- （C. polystachya Kunth）[注 143]
- C. porcata Nowicke (sv)
- （C. propinqua Merr.）[注 29]
- C. protracta I.M.Johnst. (sv)
- C. prunifolia I.M.Johnst. (sv)
- （C. pulchra Millsp.）[注 144]
- C. pulverulenta (Urb.) Alain (sv)
- C. ramirezii Estrada (sv)
- （C. resinosa Estrada）[注 143]
- （C. revoluta Hook.f.）[注 84]
- （C. rhombifolia Estrada）[注 47]
- C. rickseckeri Millsp. (sv)
- C. ripicola I.M.Johnst. (sv)
- （C. rogersii Hutch.）[注 29]
- （C. roraimae I.M.Johnst.）[注 145]
- （C. rosei Killip）[注 146]
- （C. rotata Moc. ex A.DC.）[注 42][注 147]
- （C. rubescens Estrada）[注 52]
- C. rufescens A.DC. (sv)
- （C. rupicola Urb. (en) ）[注 148]
- （C. rusbyi Britton ex Rusby）[注 96]
- C. saccellia Gottschling & J.S.Mill. (sv)
- C. sagotii I.M.Johnst. (sv)
- C. salvadorensis Standl. (sv)
- （C. salviifolia Juss. ex Poir.）[注 149]
- （C. sangrinaria Gaviria）[注 150]
- （C. sauvallei Urb.）[注 151]
- （C. scaberrima Kunth）[注 152]
- C. scabra Desf. (sv)
- C. scabrifolia A.DC. (sv)
- C. schatziana J.S.Mill. (sv)
- （C. schomburgkii A.DC. (fr) ）[注 42][注 153]
- （C. schottiana Fresen.）[注 29]
- （C. scouleri Hook.f.）[注 154]
- C. sebestena L. - 和名: アカバナチシャノキ[25]（別名: アメリカチシャノキ[15][26]）[11]。
  - C. sebestena var. caymanensis (Urb.) Proctor
- C. seleriana Fernald (sv)
- （C. selleana Urb.）[注 155]
- C. sellowiana Cham. (sv)
- C. senegalensis Juss. ex Poir. (sv)
- C. sericicalyx A.DC. (sv) [注 50]
- （C. serratifolia Kunth）[注 35]
- （C. sessilifolia Cham.）[注 156]
- （C. setigera I.M.Johnst.）[注 157]
- （C. setulosa Alain）[注 158]
- （C. shaferi (Britton) Alain）[注 158]
- C. silvestris Fresen. (sv)
- C. sinensis Lam.（シノニム: C. rothii Roem. & Schult.）- グンドニ[15]
- C. sipapoi Gaviria (sv)
- C. skutchii I.M.Johnst. (es)
- C. somaliensis Baker (sv)
- C. sonorae N.E.Rose (sv)
- （C. spinescens L. (es) ）[注 47]
- C. splendida Diels (sv)
- C. sprucei Mez (sv)
- （C. stellata Greenm.）[注 159]
- C. stellifera I.M.Johnst. (sv)
- C. stenoclada I.M.Johnst. (sv)
- （C. stenoloba Gürke）[注 29]
- （C. stenophylla Alain）[注 2]
- （C. stenostachya Killip ex Gaviria）[注 160]
- （C. steyermarkii Gaviria）[注 161]
- （C. striata Fresen.）[注 162]
- （C. strigosa Spreng.）[注 118]
- C. stuhlmannii Gürke (sv)
- C. subcordata Lam.[注 121] - 標準和名: キバナイヌチシャ（英語版）（別名: ナンヨウイヌチシャ、ナンヨウイヌヂシャ）[18]。
- （C. subdentata Miq.）[注 24]
- （C. subtruncata Rusby）[注 163]
- C. suckertii Chiov. (sv)
- （C. suffruticosa Borhidi）[注 164]
- C. sulcata A.DC. (en) [注 42]
- C. superba Cham. - コルディア・スペルバ（フランス語版）[27]
- C. tacarcunensis J.S.Mill. (sv)
- C. taguahyensis Vell.[注 165]
- C. tetrandra Aubl. (sv)
- C. thaisiana G.Agostini (sv)
- C. tinifolia Willd. ex Roem. & Schult. (sv)
- （C. toaensis Borhidi & O.Muñiz）[注 166]
- C. tomentosa (Lam.) Schult. (sv) [注 167]
- C. toqueve Aubl. (sv) [注 62]
- C. torrei E.S.Martins (sv)
- C. tortuensis Urb. & Ekman (sv)
- C. trachyphylla Mart. (sv)
- C. triangularis Urb. (sv)
- C. trichoclada A.DC. (sv) [注 42]
- C. trichocladophylla Verdc. (sv)
- （C. trichostemon A.DC.）[注 42][注 101]
- C. trichotoma (Vell.) Arráb. ex Steud. - ペテレビイ[15]
- C. troyana Urb. (sv)
- （C. truncata Fresen.）[注 168]
- C. truncatifolia Bartlett (sv) [注 117]
- C. ucayaliensis (I.M.Johnst.) I.M.Johnst. (sv)
- C. ulei I.M.Johnst. (sv)
- C. umbellifera Killip ex G.Agostini (sv) [注 169]
- C. uncinulata De Wild. (sv)
- （C. utermarkiana Borhidi）[注 170]
- C. valenzuelana A.Rich. (sv)
- C. vanhermannii Alain (sv)
- C. vargasii I.M.Johnst. (sv)
- C. varronifolia I.M.Johnst. (sv)
- （C. venosa Hemsl.）[注 171]
- C. vestita (A.DC.) Hook.f. & Thomson (sv)
- C. vignei Hutch. & Dalziel (sv)
- （C. wagnerorum R.A.Howard）[注 172]
- （C. watsonii N.E.Rose）[注 74]
- C. weddellii I.M.Johnst. (sv) [注 27]
- C. williamsii G.Agostini ex Gaviria (sv)
- （C. wurdackiana Feuillet）[注 169]
- （C. yombomba Vaupel）[注 29]

Hassler (2018) では独立した種とされているものおよびそのシノニムのなかには、The Plant List (2013) における扱いが異なるものがいくつか存在する。以下はその例である。
以下は Hassler (2018) では独立した種とされているが、The Plant List (2013) では未解決状態とされているものである。
- Cordia incognita Gottschling & J.S.Mill. (sv) [注 175]
- C. kanehirae Hayata - 標準和名: トゲミノイヌチシャ（スウェーデン語版）[18][注 176]

また以下は Hassler (2018) などにはあるが、The Plant List (2013) には見られないものである。
- Cordia fusca M.Stapf (sv) （Brittonia 65(2): 191–193, 2013 に記載）[38]
- C. glabrifolia M.Stapf (sv) （Brittonia 65(2): 193–195, 2013 に記載）[39]
- C. killipiana J.S.Mill. (sv) [注 171]（Brittonia 64(4): 361, 2012 に記載）[40]
- C. ramanujamii N.Balach. & Rajendiran
- C. restingae M.Stapf (sv) （Brittonia 65(2): 195–197, 2013 に記載）[41]
- C. santacruzensis J.S.Mill. & M.Nee (sv) （Brittonia 64: 359, 2012 に記載）[42]
- C. tarodae M.Stapf (sv) （Brittonia 65(2): 197–199, 2013 に記載）[43]

### タイプ種
リンネが『植物の種』に記載した3種のうち、タイプ種には C. sebestena（和名: アカバナチシャノキ、アメリカチシャノキ）や C. glabra（Britton & Wilson (1925)）が選ばれる傾向があった。しかし、C. glabra については1762年にリンネ自身が『植物の種』第2版、p. 275 において C. collococca (es)  のシノニムとしているが、Johnston (1940:345) はこれは誤記であり、C. glabra の記述と同一の内容が初出の際に記されている Ehretia bourreria L.、つまり Bourreria succulenta Jacq. が本当のシノニムであるとの見解を示している。Verdcourt (1991:4) は、もし属が分割されるようなことがある場合にはレクトタイプとしては疑問のある C. glabra ではなく、C. myxa をタイプ種とするのが賢明であろうと述べている。

## 利用

### 木材
本属のうちいくつかの種からは木材が得られ、国際的に流通しているものも存在する。

#### アフリカンコーディア
主に東アフリカ産のムクマリ（Cordia africana、シノニム: C. abyssinica など）や、ウガンダなどに生育する C. millenii、西アフリカ産のオモ（C. platythyrsa）の3種から得られる木材はまとめてアフリカンコーディア（英: African cordia）として扱われる。タンザニアで話されているチャガ語などでムクマリは mringaringa、ウガンダで話されているガンダ語でムクマリ や C. millenii が mukebu 、ナイジェリアで C. millenii や C. platythyrsa が omo と呼ばれている。
木材の外観は、辺材が乳白色であるのに対し、心材は金色や中褐色など多種多様で、時に濃い色の筋や桃色を帯びている場合があるが、時間が経過するにつれて薄赤褐色となる。木理（木目）は通直、交錯、不規則なものというように一定せず、肌目は粗である。
特性に関しては、気乾比重が0.43前後で乾燥は早いが、密度や曲げ強さつまり板材の両端に力を加えた際の割れにくさは低く、剛性つまり木材の弾力性の度合や耐衝撃性つまり急に加えられた衝撃荷重に対する抵抗力も非常に低い。圧縮強さは中庸である。加工すること自体は機械か手道具かを問わず容易であるが、表面が毛羽立つので加工の際には刃先を鋭く研摩しておくことが強く推奨される。心材の外側の耐久性は強いが、内側はそれほどでもなく、保存薬剤による処理は困難である。
比較的軽くて柔らかい木材であることもあり、内装用縁材、調度品、書庫の備品、縁飾りなどの用途に用いられる。ほかにはロータリーカットを行って合板や集成材の芯材としたり、見た目の美しいものにスライスカットを行って化粧単板としキャビネットや羽目板に用いたりもする。共鳴性に優れており、エリトリアではムクマリが教会のドラム製作に、ウガンダでも C. millenii がドラムなどの楽器製作に用いられている。また西アフリカでは伝統的にカヌーやボートに用いられており、東アフリカのウガンダにおいてもやはり手斧で削りやすい、仮に転覆したとしても浮くといった理由から C. millenii がカヌー製作で好まれている。

#### ジリコテ

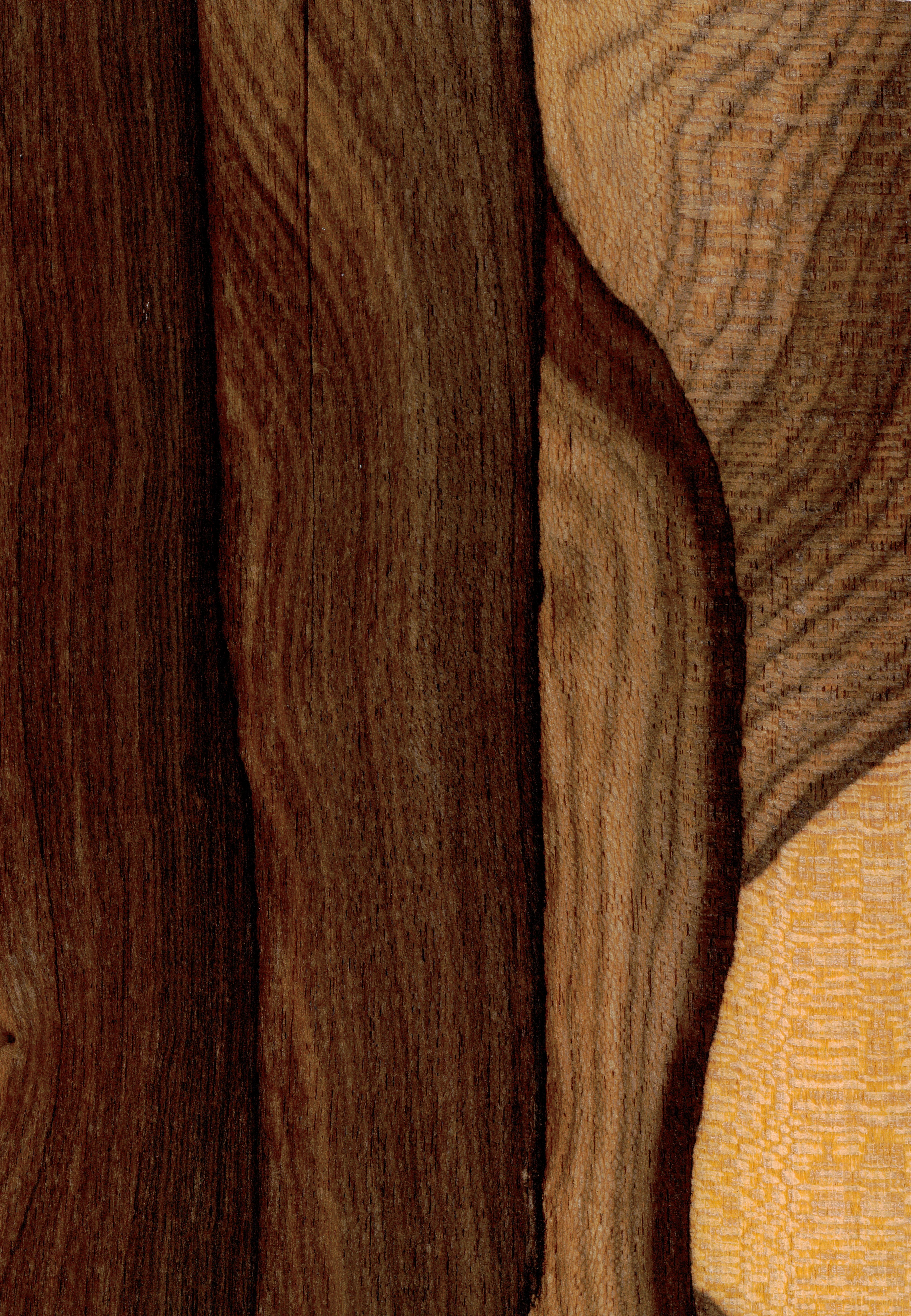
ジリコテ材

メキシコ南部、グアテマラ、ベリーズなどに分布するジリコテ（ziricote、学名: C. dodecandra）は床材や家具材、さらにはギターなどの楽器材として用いられる。

#### ボコテ
メキシコ産の C. gerascanthus (sv)  や C. elaeagnoides (sv)  などから得られる材はまとめてボコテ（bocote）あるいは仏壇業界や数珠業界においては黄王檀（きおうたん）、黄金檀と呼ばれる。
木材の外観は、色は黄色に黒い筋が入っており、ところどころにタイガーアイに似た丸く小さな模様が見られる。匂いは木工家の河村寿昌によると、挽いている時に松やにのように強いものが感じられるが加工から数日ほどで非常に弱くなる。
特性に関しては、気乾比重が0.80で、加工がしやすく耐水性もあるが、サンドペーパーで磨こうとしてもやにでペーパーの目が詰まってしまうため削りにくい。
用途としては仏壇、数珠、高級ナイフの柄、高級箸、輪切りにした花台、楽器のパーツ、内装材が挙げられる。

### 食材
ムクマリ（Cordia africana） やカキバチシャノキ（中: 破布子, 樹子仔, 爛布子 など、学名: C. dichotoma Forst.f.）、ジリコテ（C. dodecandra） の果実は食用となる。

### 薬用
カキバチシャノキ属の植物は地域を問わず民間薬として風邪や胸部の疾患、高血圧などの治療に用いられる傾向がある。例としては以下のようなものが挙げられる。なお、この中には資料によってはVarronia属下に置かれたものを正名とする種も含まれる。
| 種 | 写真       | 地域（民族）                 | 対象                     | 使用部位 | 用法                          | 出典   | 備考                                                                                    |
| --- | ---------- | ---------------------------- | ------------------------ | -------- | ----------------------------- | ------ | --------------------------------------------------------------------------------------- |
| Cordia africana Lam. （ムクマリ）                                                                     |            | ケニア（ニエリ県のキクユ人） | 高血圧、胸部の感染症など | 樹皮     | 煎じ薬                        | [ 56 ] | かつては他の植物とともに組み合わせて用いられていた。参照: コルディア・アフリカーナ#薬用 |
| C. bullata var. globosa (Jacq.) Govaerts （シノニム: C. globosa Jacq.、Varronia globosa Jacq.）       |            | グレナダ                     | 風邪、胸部の充血など     |          |                               | [ 57 ] |                                                                                         |
| C. bullata var. globosa (Jacq.) Govaerts （シノニム: C. globosa Jacq.、Varronia globosa Jacq.）       | ジャマイカ | 風邪、胸の締め付けられる感覚 |                          | 茶にする | [ 57 ]                        |        |                                                                                         |
| C. cylindrostachya (Ruiz. & Pav.) Roem. & Schult. （シノニム: Varronia cylindrostachya Ruiz. & Pav.） |            | キュラソー、 ジャマイカ      | 風邪、高血圧など         |          |                               | [ 58 ] |                                                                                         |
| C. dichotoma G.Forst. （標準和名: カキバチシャノキ）                                                  |            | 中華民国（台湾）             | 急性および慢性の気管支炎 | 果実     | 4銭（= 15グラム）を煎じて服用 | [ 60 ] |                                                                                         |
| C. dodecandra A.DC. （商業名: ジリコテ）                                                              |            | メキシコ（ツォツィル人）     | 咳                       | 果実     | 食べる                        | [ 61 ] |                                                                                         |

### 観賞用
カキバチシャノキ属のうち美しい花をつける種は公園や街中へ植栽される。栽培種となり得るのはチリ原産のコルディア・デカンドラ（Cordia decandra Hook. & Arn.）、熱帯アメリカ原産のアカバナチシャノキ（別名: アメリカチシャノキ、学名: C. sebestena L.）、アフリカ-ポリネシア原産のキバナチシャノキ（学名: C. subcordata Lam.）、ブラジル原産のコルディア・スペルバ（C. superba Cham.）といった種である（以上の4種の写真は#種を参照）。栽培の際には湿地を嫌うため砂質土壌など水はけの良い場所を選ぶとよい。多少粘質の土壌であっても生育するが、雨季が長くなると落葉して生気を失ってしまう。一応耐寒性も有するが、日当たりの良い場所に植栽される。